# Regering-De Theux de Meylandt II
De regering-De Theux de Meylandt (31 maart 1846 - 12 augustus 1847) was een Belgische regering. De regering werd gevormd door uitsluitend katholieken. Ze volgde de regering-Van de Weyer op en werd opgevolgd door de regering-Rogier I.

## Verloop
Nadat de unionistische regering-Van de Weyer op 2 maart 1846 ontslag nam, kreeg de katholieke leider Barthélémy de Theux de Meylandt de opdracht om een nieuwe regering te vormen. Hij slaagde er echter niet in om de liberalen te overtuigen om in een regering te stappen, waarna hij de toelating kreeg om een homogeen katholieke regering te vormen. Op 31 maart was De Theux klaar met zijn opdracht als formateur.
Meestal werd deze regering vernoemd als De Theux-Malou vanwege de dermate grote invloed van minister van Financiën Jules Malou. Men had het zelfs over de regering van de Zes Malou: zo overtuigd was men dat de andere ministers alleen maar slaafse volgelingen van Malou waren. Hij zorgde voor de oprichting van het Rekenhof en bracht de Wet op de Comptabiliteit van de Staat tot stand.
Bij de verkiezingen van 8 juni 1847 verloren de katholieken hun parlementaire meerderheid aan de liberalen, waarna De Theux en zijn collega-ministers op 12 juni 1847 ontslag namen.

## Samenstelling
De regering telde acht ministers.
| Ambtsbekleder | Ambtsbekleder | Ambtsbekleder                               | Functie                     | Partij                        |
| ------------- | ------------- | ------------------------------------------- | --------------------------- | ----------------------------- |
|               |               | Barthélemy de Theux de Meylandt (1794-1874) | Minister Binnenlandse Zaken | Katholiek                     |
|               |               | Jules Joseph d'Anethan (1803-1888)          | Minister Justitie           | Katholiek                     |
|               |               | Adolphe Dechamps (1807-1875)                | Minister Buitenlandse Zaken | Katholiek                     |
|               |               | Jules Malou (1810-1886)                     | Minister Financiën          | Katholiek                     |
|               |               | Albert Prisse (1788-1856)                   | Minister Oorlog             | extraparlementair (katholiek) |
|               |               | Georges de Bavay (1803-1881)                | Minister Openbare Werken    | extraparlementair             |
|               |               | Felix de Mûelenaere (1793-1862)             | Lid van de ministerraad     | Katholiek                     |
|               |               | Edouard d'Huart (1800-1884)                 | Lid van de ministerraad     | Katholiek                     |